# Таро Райдера — Уэйта
«Таро Райдера — Уайта» — один из распространённых вариантов дизайна колоды Таро. Разработан в 1909 году Артуром Эдвардом Уэйтом. Рисунки карт выполнила под руководством Уэйта английская художница американского происхождения Памела Колман Смит. Первым издателем колоды был Уильям Райдер (Лондон), таким образом колода получила название по именам издателя и основного автора.
Колода Райдера — Уэйта имела огромное влияние на художников и оккультистов, она была опубликована в многочисленных изданиях и вдохновила на создание множества вариантов и имитаций. По оценкам, существует более 100 миллионов копий колоды более чем в 20 странах.
Особенность колоды Райдера — Уэйта  заключается в том, что Артур Уэйт решил изобразить не только Старшие Арканы в своей колоде, но и младшие. Младшие арканы дают больше точностей и описания в придачу к старшим.
Как известно, у младших арканов есть масти. Их в колоде четыре и они дают свою нумерацию, похожую на ту, что используется в классических азартных играх: начинается тузом и заканчивается десяткой. Каждая масть имеет свое название: Мечи, Кубки, Жезлы и Пентакли.

## Особенности
С точки зрения структуры главной особенностью колоды является то, что Уэйт поменял в ней XI и VIII арканы местами: аркану «Правосудие» он присвоил порядковый номер XI, а «Силе» — VIII. Сам Уэйт так и не объяснил причин этой реформы. В «Иллюстрированном ключе к Таро», в главе о восьмом аркане он ограничился пояснением: «По причинам, которые кажутся мне вполне удовлетворительными, эта карта поменялась местами с картой Правосудие». Хайо Банцхаф, немецкий специалист по Таро и автор многих книг по гаданию, астрологии и Таро, предположил, что Уэйт руководствовался учением альбигойцев, вальденсов и катаров, а также материалами, оставшимися от ордена Тамплиеров или гностиков. Вероятнее всего, Уэйт, бывший в своё время членом «Золотой Зари», использовал материалы «Книги Т», в которой «Правосудию» соответствует номер XI, а «Силе» — VIII. Так это или нет, но часть специалистов по оккультизму и Таро не приняла этой перенумерации.
Кроме того, в колоде Уэйта обновилась символика старшего аркана VI («Влюблённые»). В Марсельском Таро и многих других старых колодах карта эта преимущественно изображала юношу, стоящего между двумя женщинами в позе, выражающей неуверенность. В некоторых колодах даже название аркана было другим — «Выбор» («Решение»). Этот вариант сохраняется и во многих поздних вариантах колоды Таро (например, таро Папюса) и в ряде современных колод, появившихся во второй половине XX века или позже. В Таро Уэйта вместо этого изображена библейская картина: обнажённые Адам и Ева в раю. Традиционно эту карту связывают с архетипом «витязь на распутье», при гадании она прежде всего символизирует важный жизненный выбор. У Уэйта мотив выбора начисто исключён (о чём говорит и он сам), остался только мотив любви и всё, что с ним связано (влечение, секс, страсть, первородный грех и так далее). Кстати, и эта трактовка шестого аркана не является общепризнанной, многие современные тарологи, даже используя колоду Уэйта, предпочитают сохранять традиционную трактовку «Влюблённых», по крайней мере в вопросах, не связанных с чувствами и отношениями.
Впервые цифровые Младшие арканы были снабжены изображениями, имеющими определённый сюжет, вроде изображений Старших Арканов, что дало возможность использовать при гадании эти сюжеты как источник возможных вариантов значения карты. До тех пор на цифровых младших картах изображались лишь знаки мастей в соответствующем количестве, а трактовки основывались на сочетании элемента (стихии), соответствующего масти, и нумерологической интерпретации числового достоинства карты.
Несмотря на то, что рисунки выполнены просто, можно сказать, по-детски, персонажи, детали, задний план — всё это содержит немало символов. Авторы ориентировались на самые ранние известные образцы Таро, но часто добавляли и свои детали. В выборе символов Уэйт в основном ориентировался на труды мага и оккультиста XIX века Элифаса Леви.

## Издания
Рисунки карт выполнила английская художница американского происхождения Памела Колман-Смит под руководством Артура Эдварда Уэйта. Первым издателем колоды было лондонское издательство William Rider & Son. Таким образом, колода «Таро Райдера — Уэйта» получила название по именам издателя и основного автора.
Карты были впервые опубликованы в декабре 1909 года. Первый тираж был очень ограниченным, на рубашках карт были изображены розы и лилии. В марте 1910 года крупным тиражом было выпущено издание на качественном картоне и с рубашками карт в стиле «растрескавшаяся грязь». Это издание, часто называемое колодой «А», издавалось с 1910 по 1920 год. Райдер продолжал публиковать колоду в различных вариациях до 1939 года, и с 1971 по 1977 год.
Все издания Rider до 1939 года были доступны с небольшим руководством, написанным Уэйтом, в котором рассматривались традиции и история карт, примеры раскладов, толкования и подробные описания их символизма. Первая версия этой книги 1909 года называлась «Ключ к Таро» (The Key to the Tarot). В 1910 году вышла переработанная версия «Иллюстрированный ключ к Таро» (The Pictorial Key to the Tarot), содержавшая чёрно-белые изображения всех 78 карт.
В 1918 году в США был издан плагиат книги, за авторством L. W. de Laurence называвшийся The Illustrated Key to the Tarot.

## Галерея карт
Колода карт была защищена авторскими правами до 1 января 2022 года, в связи с защитой прав художницы Памелы Колман-Смит, после чего перешла в общественное достояние.

### Старшие арканы
Старшие арканы Таро Райдера — Уэйта показаны ниже.
- 0 – Шут
- I – Маг
- II – Верховная Жрица
- III – Императрица
- IV – Император
- V – Верховный Жрец
- VI – Влюблённые
- VII – Колесница
- VIII – Сила
- IX – Отшельник
- X – Колесо Фортуны
- XI – Справедливость
- XII – Повешенный
- XIII – Смерть
- XIV – Умеренность
- XV – Дьявол
- XVI – Башня
- XVII – Звезда
- XVIII – Луна
- XIX – Солнце
- XX – Суд
- XXI – Мир

### Младшие арканы
Младшие арканы Таро Райдера — Уэйта показаны ниже.

#### Жезлы
Масть жезлов или палиц (соответствует трефам современных игральных карт):
- Туз жезлов
- Двойка жезлов
- Тройка жезлов
- Четвёрка жезлов
- Пятёрка жезлов
- Шестёрка жезлов
- Семёрка жезлов
- Восьмёрка жезлов
- Девятка жезлов
- Десятка жезлов
- Паж жезлов
- Рыцарь жезлов
- Королева жезлов
- Король жезлов

#### Кубки
Масть кубков или чаш (соответствует червам современных игральных карт):
- Туз кубков
- Двойка кубков
- Тройка кубков
- Четвёрка кубков
- Пятёрка кубков
- Шестёрка кубков
- Семёрка кубков
- Восьмёрка кубков
- Девятка кубков
- Десятка кубков
- Паж кубков
- Рыцарь кубков
- Королева кубков
- Король кубков

#### Мечи
Масть мечей (соответствует пикам современных игральных карт):
- Туз мечей
- Двойка мечей
- Тройка мечей
- Четвёрка мечей
- Пятёрка мечей
- Шестёрка мечей
- Семёрка мечей
- Восьмёрка мечей
- Девятка мечей
- Десятка мечей
- Паж мечей
- Рыцарь мечей
- Королева мечей
- Король мечей

#### Пентакли
Масть пентаклей или монет (соответствует бубнам современных игральных карт):
- Туз пентаклей
- Двойка пентаклей
- Тройка пентаклей
- Четвёрка пентаклей
- Пятёрка пентаклей
- Шестёрка пентаклей
- Семёрка пентаклей
- Восьмёрка пентаклей
- Девятка пентаклей
- Десятка пентаклей
- Паж пентаклей
- Рыцарь пентаклей
- Королева пентаклей
- Король пентаклей